# Cymothoe congoensis
Cymothoe congoensis är en fjärilsart som beskrevs av Suffert 1904. Cymothoe congoensis ingår i släktet Cymothoe och familjen praktfjärilar. Inga underarter finns listade i Catalogue of Life.